# سوفی بلیک
سوفی بلیک (انگلیسی: Sophie Blake؛ زاده ۹ نوامبر ۱۹۷۲) یک مانکن است.